# Piotr Szymański (kardiolog)
Piotr Arnold Szymański (ur. 11 sierpnia 1964) – polski lekarz, profesor nauk medycznych. Specjalizuje się w kardiologii i chorobach wewnętrznych.
Kardiolog kliniczny, specjalizuje się w diagnostyce i leczeniu nabytych i wrodzonych wad serca. Obrazowiec interwencyjny - członek międzynarodowych i krajowych zespołów badawczych wykonujących pierwsze w świecie interwencyjne zabiegi na zastawkach serca. Ekspert Echokardiografii Polskiego Towarzystwa Kardiologicznego.

## Życiorys
Absolwent I Wydziału Lekarskiego Akademii Medycznej w Warszawie (1989). W latach 1990–2000 asystent, następnie adiunkt w Klinice Kardiologii Centrum Medycznego Kształcenia Podyplomowego. W latach 2001–2019 adiunkt, następnie profesor nadzwyczajny w Klinice Wad Wrodzonych i Klinice Wad Nabytych Serca Instytutu Kardiologii w Warszawie.
W latach 2015–2019 Zastępca Dyrektora Instytutu Kardiologii ds. Naukowych. Od roku 2020 kieruje Centrum Kardiologii Klinicznej i Chorób Rzadkich Układu Sercowo-Naczyniowego Państwowego Instytutu Medycznego MSWiA w Warszawie.
Stopień doktora nauk medycznych uzyskał 21 czerwca 2001 roku w Centrum Medycznym Kształcenia Podyplomowego. Stopień doktora habilitowanego w dziedzinie nauk medycznych uzyskał 29 marca 2011 roku w Instytucie Kardiologii w Warszawie. Tytuł profesora zwyczajnego w dziedzinie nauk medycznych i nauk o zdrowiu otrzymał 28 listopada 2019 roku.
Od 2012 roku, z nominacji ministra zdrowia Bartosza Arłukowicza, członek Rady Przejrzystości Agencji Oceny Technologii Medycznych i Taryfikacji, a następnie (od 2018) Zastępca Przewodniczącego Rady Przejrzystości. Na przełomie listopada i grudnia 2022 odwołany ze stanowiska bez podania przyczyny, przez ministra zdrowia Adama Niedzielskiego.
Od 2020 roku Członek Zarządu Europejskiego Towarzystwa Kardiologicznego, Przewodniczący (Chair), Regulatory Affairs Committee Europejskiego Towarzystwa Kardiologicznego (od 2018). Członek Advisory Boards m.in: CORE-MD (Coordinating Research and Evidence for Medical Devices) i HEU-EFS (Harmonised approach to Early Feasibility Studies for medical devices in the European Union). Ekspert EUnetHTA. Od 2021 roku jest członkiem HealthCare Providers Working Party Europejskiej Agencji Leków.
Członek Zarządu Polskiego Towarzystwa Kardiologicznego (2020-2023), pełnomocnik ds. Biura Eksperckiego Towarzystwa. Członek Zespołu do spraw Świadczeń z Funduszu Kompensacyjnego Badań Klinicznych przy Rzeczniku Praw Pacjenta (od 2023), Przewodniczący Sekcji Echokardiografii Polskiego Towarzystwa Kardiologicznego (2019-2021), Przewodniczący Sekcji Wad Zastawkowych Serca Polskiego Towarzystwa Kardiologicznego (2013-15).
Dorobek publikacyjny i wykładowy obejmuje ponad 200 publikacji w recenzowanych czasopismach naukowych, ponad 50 rozdziałów w podręcznikach naukowych, a także liczne wykłady na krajowych i międzynarodowych kongresach naukowych i spotkaniach eksperckich.